# Square Oscar Behogne
Le Square Oscar Behogne est situé dans le village de Nalinnes en Belgique.

## Histoire
Il porte le nom d'Oscar Behogne, ancien Bourgmestre de Nalinnes de 1965 à 1970.

## Monuments
Deux monuments sont présents dans le square.
La premier rend hommage aux victimes nalinnoises de la Première Guerre mondiale. Il est composé d'un monument principal et des huit stèles, reprenant le nom des victimes.
Le second rend hommage aux marcheurs de la marche Notre-Dame de Bon-Secours.

## Galerie

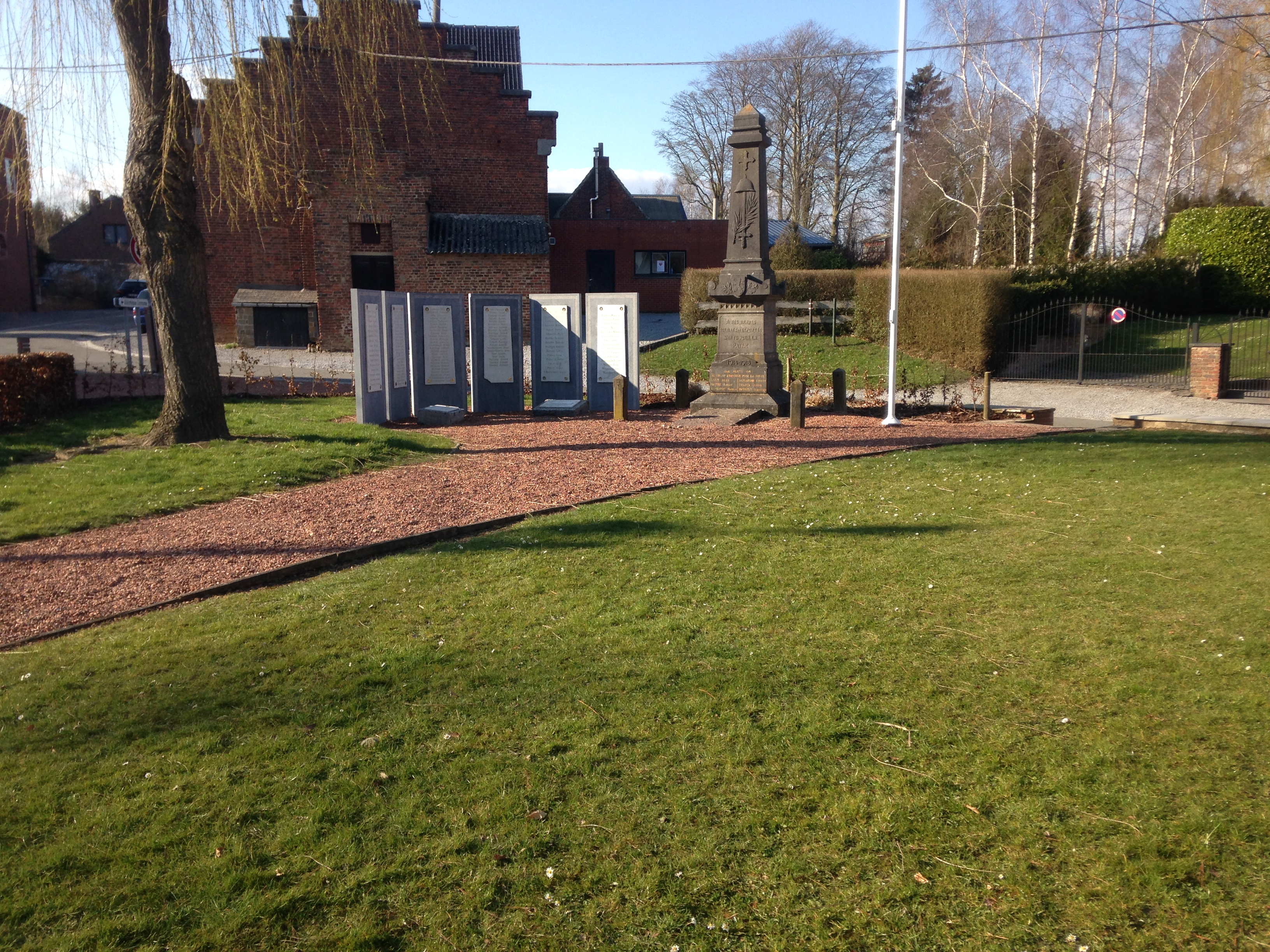
Stèles commémoratives de la première guerre mondiale
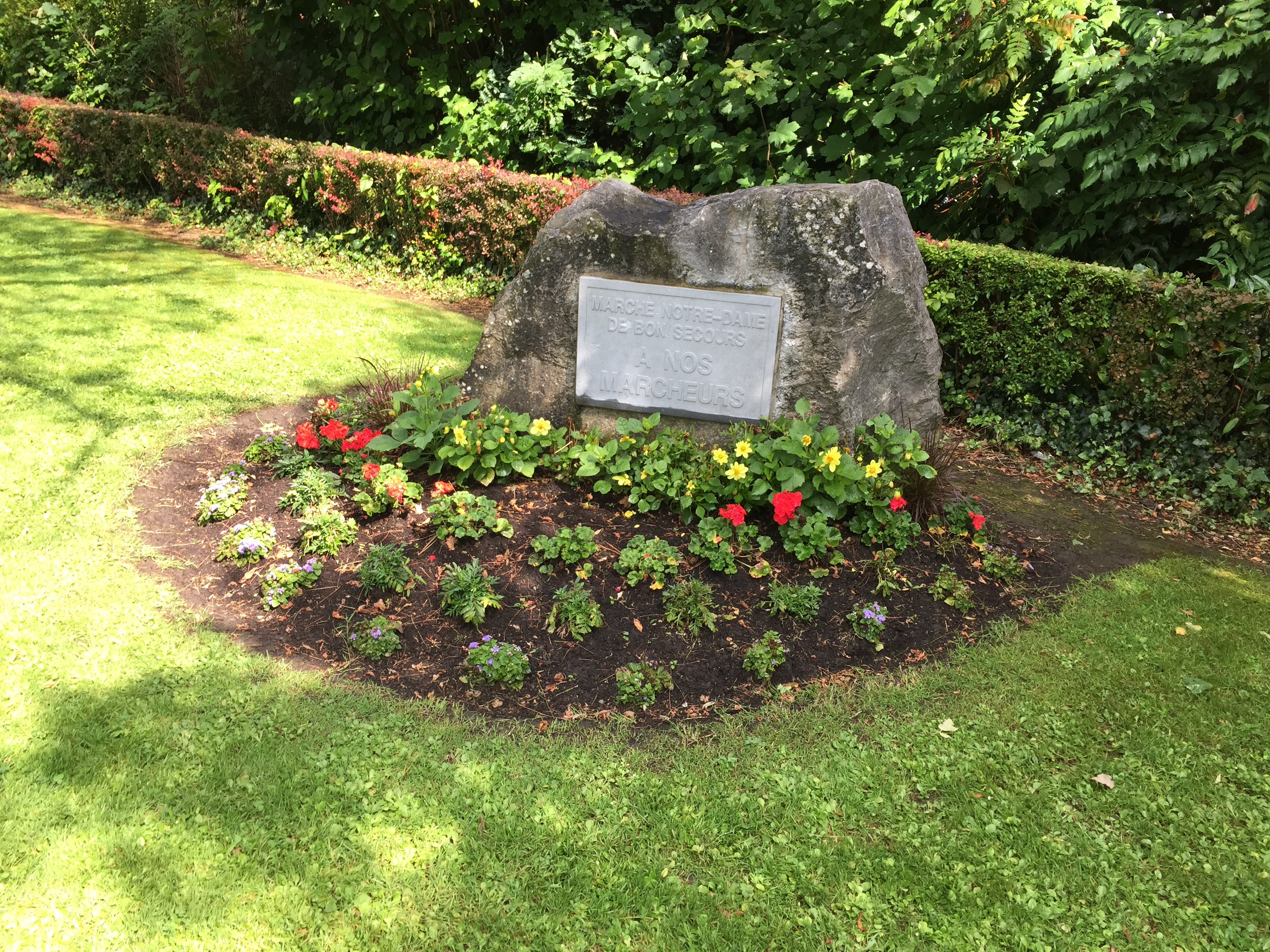
Stèle en hommage aux marcheurs décédés